# برنامج Wien2K
برنامج Wien2K هو برنامج غير مجاني مؤسس من قِبل بيتر بلاها وكارلهاينز شفارتز من معهد كيمياء المواد في جامعة فيينا للتكنولوجيا،  أول إصدار للبرنامج كانت سنة  1990 م،  ومن ذلك الوقت تطور تطورا سريع وأضيفت له تحسينات عديدة.
يسمح هذا البرنامج بالقيام بالعمليات الحسابية التي تخص البنية الإلكترونية للمادة باستخدام نظرية الكثافة الوظيفية DFT.

## مميزات البرنامج
- يحتوي البرنامج على واجهة تطبيقية وعلى صيغة أخرى حديثة ممثلة في العمل مباشرة على الإنترنت أي انه يمكنك العمل في أي مكان توجد فيه، وإذا كان هناك حسابات معقدة وتحتاج إلى عدد هائل من العمليات، يتم إرسال عملك بكل سهولة عبر البرنامج إلى مركز الحسابات المركزي, ومن ثم يتم إرسال النتائج إلى بريدك الإلكتروني.
- يمكن إضافة برامج مرفقة له كبرنامج XCeysDen الذي يسمح بمشاهدة ثلاثية الأبعاد لبنية المادة والكثافة الإلكترونية وغيرها.
- يقوم البرنامج برسم بعض المنحنيات تلقائيا مع وضع البيانات اللازمة لذلك واستنتاج بعض المعاملات الفيزيائية تلقائيا بفضل قاعدة بياناته التي تحوى معلومات حول عناصر الجدول الدوري.
- البرنامج غير مجاني إلا أنه غير باهظ الثمن نسبيا كالبرامج الأخرى ك VASP Castep
- يتم العمل على  برنامج Wien2K بإدخال معاملات بنية بلورية ومواقع الذرات في البلورة ونوعها, من ثم نقوم بتحديد بعض الاختيارات على  طريقة الحساب كشبه الكمون المستعمل ودقة الحساب, نشغل دورة SCF  ونباشر في حساب الخصائص البنيوية والإلكترونية للمادة.